# Gregorowce (przystanek kolejowy)
Gregorowce – stacja kolejowa w Gredelach-Kolonii na linii kolejowej nr 32, w województwie podlaskim, w powiecie bielskim, w Polsce.

## Ruch pasażerski
| Rok  | Wymiana pasażerska na dobę |
| ---- | -------------------------- |
| 2017 | 0-9                        |
| 2022 | 0-9                        |